# 莎莉卡
莎莉卡（英語：Sarika，1960年12月5日—）是印度女演员和服装设计师。2005年，莎莉卡在電影《Parzania》中的出色表现榮獲印度國家電影獎最佳女演員獎。
她的前任丈夫是泰米爾納德邦的巨星卡茂爾·哈桑。两人共育有兩名女兒，分別是演员和导演。

## 外部連結
- 莎莉卡在互联网电影资料库（IMDb）上的資料（英文）